# باسيل هينيسي
جون باسيل هينيسي (بالإنجليزية: Basil Hennessy)‏ هو عالم آثار أسترالي، ولد في 10 فبراير 1925، وتوفي في 27 أكتوبر 2013.
كان مختصا في آثار الشرق الأدنى وبروفيسور فخري في علم آثار الشرق الأدنى في جامعة سيدني.